# Unterseeboot 603
L'Unterseeboot 603 ou U-603 est un sous-marin allemand (U-Boot) de type VIIC utilisé par la Kriegsmarine pendant la Seconde Guerre mondiale.
Le sous-marin fut commandé le 22 mai 1940 à Hambourg (Blohm & Voss), sa quille fut posée le 27 février 1941, il fut lancé le 16 novembre 1941 et mis en service le 2 janvier 1942, sous le commandement du Kapitänleutnant Kurt Kölzer.
Il fut porté disparu dans l'Atlantique Nord en février 1944.

## Conception
Unterseeboot type VII, l'U-603 avait un déplacement de 769 tonnes en surface et 871 tonnes en plongée. Il avait une longueur totale de 67,10 m, un maître-bau de 6,20 m, une hauteur de 9,60 m et un tirant d'eau de 4,74 m. Le sous-marin était propulsé par deux hélices de 1,23 m, deux moteurs diesel Germaniawerft M6V 40/46 de 6 cylindres en ligne de 1 400 cv à 470 tr/min, produisant un total de 2 060 à 2 350 kW en surface et de deux moteurs électriques BBC GG UB 720/8 de 375 cv à 295 tr/min, produisant un total 550 kW, en plongée. Le sous-marin avait une vitesse en surface de 17,7 nœuds (32,8 km/h) et une vitesse de 7,6 nœuds (14,1 km/h) en plongée. Immergé, il avait un rayon d'action de 80 milles marins (150 km) à 4 nœuds (7,4 km/h; 4,6 milles par heure) et pouvait atteindre une profondeur de 230 m. En surface son rayon d'action était de 8 500 milles nautiques (soit 15 700 km) à 10 nœuds (19 km/h).
L'U-603 était équipé de cinq tubes lance-torpilles de 53,3 cm (quatre montés à l'avant et un à l'arrière) qui contenait quatorze torpilles. Il était équipé d'un canon de 8,8 cm SK C/35 (220 coups) et d'un canon antiaérien de 20 mm Flak. Il pouvait transporter 26 mines TMA ou 39 mines TMB. Son équipage comprenait 4 officiers et 40 à 56 sous-mariniers.

## Historique
Il entre en période d'entraînement à la 5. Unterseebootsflottille jusqu'au 30 novembre 1942, puis rejoint sa formation de combat dans la 1. Unterseebootsflottille.
Le 8 juillet 1943, il est attaqué par des charges de profondeur d'un Catalina britannique qui l'endommagent légèrement.
Le 13 octobre 1943, un Avenger de l'USS Card largue une torpille à tête chercheuse Fido sur l'U-603 qui l'esquive.

### Convoi ON-166
Le convoi ON-166 appareille de Grande-Bretagne le 11 février 1943. Le 21, il est attaqué par deux groupes (ou meutes) d'U-Boote dans le « Trou noir de l'Atlantique » (zone alors dépourvue de couverture aérienne, au milieu de l'Atlantique nord). Les sous-marins allemands saturent l'escorte et infligent de lourdes pertes au convoi, pendant une bataille de quatre jours. Le reste du convoi arrive à New York le 3 mars.
Le 21 février, l'U-603 attaque avec deux torpilles le pétrolier Stigstad ; le navire coule en 15 minutes. Le Stigstad avait été précédemment torpillé par l'U-332, quelques heures avant.
Deux jours plus tard, il coule de deux torpilles un autre pétrolier isolé du convoi.

### Convoi HX-229
Il participe aux attaques contre le convoi HX-229, appareillant de New York le 8 mars 1943. Manquant d'une escorte adéquate, il sera l'un des convois les plus maltraité de la bataille de l'Atlantique, perdant plus du tiers de ses navires marchands. Attaqué à partir du 16 mars, il rejoint le lendemain le convoi SC-122. L'addition des deux escortes est insuffisante pour repousser les attaques des U-Boote. L'U-603 envoie par le fond un navire marchand norvégien.

### Convoi HX-237
Le convoi HX-237 appareille de New York le 1er mai 1943. Il tente d'éviter le lieu de concentration d'U-Boote dans l’Atlantique en faisant un détour par le sud, mais le service de décryptage de la Kriegsmarine allemand constate la manœuvre, lui expédiant la meute Rhein. L'escorte, rapidement renforcée d'un groupe de soutien disposant d'un porte-avions, fait échouer toutes les tentatives d'approche les 9 et 10 mai. L'opération est poursuivie le 11 par la meute Drossel venant de l'est. La vigoureuse défense fait échouer, avec pertes, la plupart des attaques allemandes. Un seul navire du convoi est coulé le 12 par l'U-603, ainsi que deux navires retardataires le lendemain, peu avant que l'attaque ne soit abandonnée. Le convoi atteint Liverpool le 17 mai.

### Faits
L'U-603 aurait été coulé le 1er mars 1944 dans l'Atlantique Nord, à la position 48° 55′ N, 26° 10′ O, par des charges de profondeur de l'USS Bronstein (en). Cette attaque fut par la suite attribuée à un autre U-Boot, non identifié.
L'U-603 envoya son dernier message radio à la position 48° 57′ N, 23° 45′ O, à 22 h 45 le 18 février 1944 lorsqu'il combattait dans le groupe Hai 1 contre les convois ONS-29 et ON-224. Il fut considéré comme porté disparu après plusieurs tentatives infructueuses de contact avec lui le 16 mars 1944. Le sous-marin est donc présumé coulé dans l'Atlantique Nord à partir du 19 février 1944, pour raison inconnue.
Les 51 membres d'équipage sont morts dans cette disparition.

## Affectations
- 5. Unterseebootsflottille du 2 janvier 1942 au 30 novembre 1942 (Période de formation).
- 1. Unterseebootsflottille du 1er décembre 1942 au 19 février 1944 (Unité combattante).

## Commandement
- Kapitänleutnant Kurt Kölzer du 2 janvier 1942 au 12 septembre 1942.
- Oberleutnant zur See Hans-Joachim Bertelsmann du 13 septembre 1942 au 2 mai 1943.
- Oberleutnant zur See Rudolf Baltz du 3 mai 1943 au 28 janvier 1944.
- Kapitänleutnant Hans-Joachim Bertelsmann du 29 janvier 1944 au 19 février 1944.

## Patrouilles
|       | Commandant                      | Départ           | Départ       | Arrivée          | Arrivée       | Jours     | Succès   |
| ----- | ------------------------------- | ---------------- | ------------ | ---------------- | ------------- | --------- | -------- |
|       | Oblt. Hans-Joachim Bertelsmann  | 5 novembre 1942  | Kiel         | 7 novembre 1942  | Kristiansand  | 3 jours   |          |
|       | Oblt. Hans-Joachim Bertelsmann  | 13 novembre 1942 | Kristiansand | 17 novembre 1942 | Bergen        | 5 jours   |          |
|       | Oblt. Hans-Joachim Bertelsmann  | 22 novembre 1942 | Bergen       | 23 novembre 1942 | Bergen        | 2 jours   |          |
| 1     | Oblt. Hans-Joachim Bertelsmann  | 23 novembre 1942 | Bergen       | 9 décembre 1942  | Brest         | 17 jours  |          |
| 2     | Oblt. Hans-Joachim Bertelsmann  | 7 février 1943   | Brest        | 26 mars 1943     | Brest         | 48 jours  | 17 587   |
| 3     | Oblt. Rudolf Baltz              | 5 mai 1943       | Brest        | 16 juillet 1943  | Brest         | 73 jours  | 4 819    |
| 4     | Oblt. Rudolf Baltz              | 9 septembre 1943 | Brest        | 3 novembre 1943  | Brest         | 56 jours  |          |
| 5     | Kptlt. Hans-Joachim Bertelsmann | 5 février 1944   | Brest        | 19 février 1944  | Porté disparu | 15 jours  |          |
| Total | Total                           | Total            | Total        | Total            | Total         | 219 jours | 22 406 t |

Note : Oblt. = Oberleutnant zur See - Kptlt. = Kapitänleutnant

### OpérationsWolfpack
L'U-603 opéra avec les Rudeltaktik (meute de loups) durant sa carrière opérationnelle.
- Ritter (14-26 février 1943)
- Burggraf (4-5 mars 1943)
- Raubgraf (7-20 mars 1943)
- Oder (17-19 mai 1943)
- Mosel (19-24 mai 1943)
- Trutz (1er-16 juin 1943)
- Trutz 2 (16-29 juin 1943)
- Geier 1 (30 juin – 14 juillet 1943)
- Leuthen (15-24 septembre 1943)
- Rossbach (24 septembre - 9 octobre 1943)
- Igel 2 (15-17 février 1944)
- Hai 1 (17-22 février 1944)
- Preussen (22 février – 1er mars 1944)

## Navires coulés
L'U-603 coula 4 navires marchands totalisant 22 406 tonneaux au cours des 5 patrouilles (219 jours en mer) qu'il effectua.
| Date            | Nom      | Nationalité | Tonnage | Convoi | Fait  | Localisation         |
| --------------- | -------- | ----------- | ------- | ------ | ----- | -------------------- |
| 21 février 1943 | Stigstad | Norvège     | 5 964   | ON-166 | Coulé | 49° 26′ N, 29° 08′ O |
| 23 février 1943 | Glittre  | Norvège     | 6 409   | ON-166 | Coulé | 47° 00′ N, 36° 20′ O |
| 16 mars 1943    | Elin K   | Norvège     | 5 214   | HX-229 | Coulé | 50° 38′ N, 34° 46′ O |
| 12 mai 1943     | Brand    | Norvège     | 4 819   | HX-237 | Coulé | 47° 19′ N, 24° 41′ O |